# Mapa dźwięków Tokio
Mapa dźwięków Tokio (ang. Map of the Sounds of Tokyo) – hiszpański thriller z 2009 roku w reżyserii Isabel Coixet. Zdjęcia kręcono w Tokio i w Barcelonie.

## Fabuła
Ryu (Rinko Kikuchi) to introwertyczka, której delikatny wygląd jest całkowicie sprzeczny z podwójnym życiem, jakie prowadzi. Dziewczyna nocami pracuje na tokijskim targu rybnym, od czasu do czasu przyjmując zlecenia jako płatna morderczyni. Pan Nagara (Takeo Nakahara) to wpływowy biznesmen, opłakujący śmierć swojej córki Midori, która popełniła samobójstwo. Odpowiedzialnością za to obarcza Davida (Sergi López), Hiszpana, który prowadzi w Tokio winiarnię. Ishida (Hideo Sakaki), podwładny pana Nagara, potajemnie zakochany w Midori, wynajmuje Ryu w celu zabicia Davida. Dźwiękowiec (Min Tanaka), zafascynowany odgłosami japońskiego miasta i zauroczony Ryu, staje się świadkiem tej miłosnej historii, która odkrywa ciemną stronę ludzkiej duszy, sięgając głęboko do miejsc, gdzie jedynie cisza ma moc słów.

## Obsada
- Rinko Kikuchi – Ryu
- Sergi López – David
- Min Tanaka – Narrator
- Manabu Oshio – Yoshi
- Takeo Nakahara – Nagara
- Hideo Sakaki – Ishida